# بخش کرنبری (شهرستان کرافورد، اوهایو)
بخش کرنبری (به انگلیسی: Cranberry Township) یک منطقهٔ مسکونی در ایالات متحده آمریکا است که در شهرستان کرافورد، اوهایو واقع شده است.
بخش کرنبری ۷۲٫۹۸ کیلومتر مربع مساحت و ۱٬۵۷۹ نفر جمعیت دارد و ۳۰۳ متر بالاتر از سطح دریا واقع شده است.